# Terytorium Utah

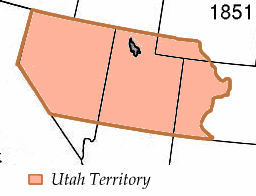
Terytorium Utah w roku 1851

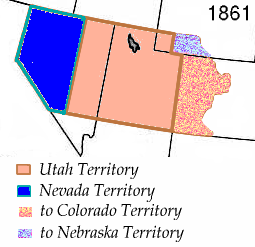
Secesja Terytorium Nevady w 1861 roku

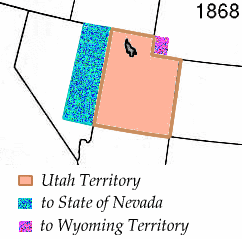
Rok 1868. Granice nabrały kształtu współczesnego stanu

Terytorium Utah – terytorium zorganizowane istniejące w latach 1850–1896 na terenie obecnych Stanów Zjednoczonych. Było zalążkiem stanów Utah i Nevada oraz częściowo Kolorado i Wyoming.

## Historia
Z wyjątkiem niewielkiego terenu wokół rzeki Kolorado (dziś stan Kolorado), cały obszar należał do Meksyku, który utracił go w wyniku przegranej wojny.
9 września 1850 r. Kongres Stanów Zjednoczonych uchwalił powstanie Terytorium Utah. Kierowano się kompromisem roku 1850, by zachować równą liczbę stanów niewolniczych i z zakazem niewolnictwa. Częściowo przyczyniła się też petycja mormonów, którzy osiedlili się w Dolinie Słonego Jeziora w 1847. Pod przywództwem Brighama Younga złożono w Kongresie wniosek o utworzenie Stanu Deseret ze stolicą w Salt Lake City. Obejmować miał całą Wielką Kotlinę i rzekę Kolorado. W 1849 przygotowano projekt konstytucji stanowej. De facto region ten był zorganizowany jak stan nim powstało Terytorium.
9 lutego 1851 Brigham Young został gubernatorem Terytorium Utah. Na pierwszym posiedzeniu terytorialnego parlamentu przyjęto wszystkie akty prawne uchwalone przez Generalne Zgromadzenie Stanu Deseret. Tolerowano poligamię, co budziło wielkie emocje w całym kraju. Sprowadzało też osadników na wschodnie krańce Terytorium.
Zachodni obszar kolonizowali przede wszystkim nie-mormoni. Górnicy żyjący z poszukiwań i wydobycia złota oraz bogatych złóż srebra. 2 marca 1861 Kongres zdecydował o wyodrębnieniu na zachodzie Terytorium Nevady ze stolicą w Carson City. Powstało także Terytorium Kolorado, do którego przyłączono wschodnie kresy. Mały północny fragment znalazł się na Terytorium Nebraski. Siedem lat później granice Utah osiągnęły współczesny kształt, kiedy północno-wschodni fragment znalazł się na Terytorium Wyoming (przyłączono do niego tereny przejęte przez Nebraskę).
Budowa kolei łączącej Kalifornię ze wschodem w 1869 roku budziła niechęć. Uroczystość wbicia złotego gwoździa w jeden z podkładów w mieście Promotory hrabstwa Box Elder została zbojkotowana przez lokalne władze. Obawiali się sprowadzania obyczajów ze świata zewnętrznego do Doliny.
Kontrowersje związane z dominacją religii mormonów, opóźniły przystąpienie Utah do Unii. Kontrastowało to z Nevadą, która stała się stanem po zaledwie trzech latach, mimo mniejszej liczby mieszkańców. Wówczas miało to znaczenie dla państwa prowadzącego wojnę ze Skonfederowanymi Stanami Ameryki.
W połowie 1857 roku prezydent Stanów Zjednoczonych James Buchanan powołał na stanowisko gubernatora Terytorium Utah Alfreda Cumminga w miejsce mormońskiego lidera Brighama Younga. Stało się to przyczynkiem do wywołanej przez mormonów masakry pod Mountain Meadows i w konsekwencji trwających w latach 1857–1858 walk w Utah.
4 stycznia 1896 roku Utah zostało czterdziestym piątym amerykańskim stanem.

## Gubernatorzy
- 1850–1858 – Brigham Young, mormon
- 1858–1861 – Alfred Cumming
- 1861 – John W. Dawson, demokrata/republikanin
- 1862–1863 – Stephen Selwyn Harding, liberał
- 1863–1865 – James Duane Doty, demokrata
- 1865–1869 – Charles Durkee, Free Soil Party/republikanin
- 1870 – John Wilson Shaffer
- 1870–1871 – Vernon H. Vaughan
- 1871–1875 – George Lemuel Woods, republikanin
- 1875 – Samuel Beach Axtell, demokrata
- 1875–1880 – George W. Emery
- 1880–1886 – Eli Houston Murray
- 1886–1888 – Caleb Walton West
- 1889–1893 – Arthur Lloyd Thomas
- 1893–1896 – Caleb Walton West